# Золотой глобус (премия, 1949)
6-я церемония вручения наград премии «Золотой глобус»

16 марта 1949
Лучший фильм : 

«Джонни Белинда»
«Сокровища Сьерра-Мадре»
6-я церемония вручения наград премии «Золотой глобус» за заслуги в области кинематографа за 1948 год. Церемония была проведена 16 марта 1949 года в Лос-Анджелесе, штат Калифорния, США.

## Победители
| Победители выделены отдельным цветом. |

| Категории                                               | Фотографии лауреатов       | Победители                                  |
| ------------------------------------------------------- | -------------------------- | ------------------------------------------- |
| Лучшая мужская роль — драма                             |                            | • Лоренс Оливье — «Гамлет»                  |
| Лучшая женская роль — драма                             |                            | • Джейн Уайман — «Джонни Белинда»           |
| Лучший режиссёр                                         |                            | • Джон Хьюстон — «Сокровища Сьерра-Мадре»   |
| Лучший фильм                                            |                            | • «Джонни Белинда»                          |
| Лучший фильм                                            | • «Сокровища Сьерра-Мадре» |                                             |
| Лучший актёр второго плана                              |                            | • Уолтер Хьюстон — «Сокровища Сьерра-Мадре» |
| Лучшая актриса второго плана                            |                            | • Эллен Корби — «Я помню маму»              |
| Лучший кинооператор                                     |                            | • Габриэль Фигероа — «Жемчужина»            |
| Лучший сценарий                                         |                            | • Ричард Швайцер — «Поиск»                  |
| Лучшая музыка к фильму                                  |                            | • Брайан Издэйл — «Красные башмачки»        |
| Лучший молодой актёр                                    |                            | • Иван Яндл — «Поиск»                       |
| Лучший фильм по развитию международного взаимопонимания |                            | • «Поиск»                                   |